# Valouson
Le Valouson est une rivière française du département Jura de la région Bourgogne-Franche-Comté et un affluent droit de la Valouse, c'est-à-dire un sous-affluent du Rhône par l'Ain.

## Géographie
De 9,3 kilomètres de longueur,
le Valouson prend sa source à la résurgence de la Tonaille, au sud du village de Chatagna sur la commune de Chavéria à 470 mètres d'altitude.
Il coule globalement du nord vers le sud.
Il conflue sur la commune de Chatonnay, à 349 mètres d'altitude, près du lieu-dit le Moulin et de la piscine.

## Communes et cantons traversés
Dans le seul département du Jura, le Valouson traverse cinq communes, et deux cantons :
- dans le sens amont vers aval : Chavéria (source), Nancuise, Marigna-sur-Valouse, Savigna, Chatonnay, (confluence).

Soit en termes de cantons, le Valouson prend source dans le canton d'Orgelet, traverse et conflue dans le canton d'Arinthod.

## Affluents
Le Valouson n'a pas d'affluent référencé :
pourtant Géoportail, signale :
- le ruisseau de Beillon (rd), 2,1 km, sur la seule commune de Marigna-sur-Valouse avec la Source Bleue près du lieu-dit la Rougette.
- ?? (rd), 1,9 km, sur la seule commune de Nancuise venant de la résurgence de la Doye, avec un élevage piscicole et confluent près du lieu-dit la Papeterie.

## Aménagements
Un syndicat des Eaux du Valouson existe à Savigna.

## Hydrologie
La superficie du bassin versant Le Valouson (V261) est de 100 km2. Le rang de Strahler est de deux.
Sur les cinq communes du bassin versant, et pour une superficie de 37 km2, 527 habitants sont référencés pour une densité de 14,4 hab/km2 à 411 m d'altitude moyenne.
On peut remarquer que la Thoreigne est, pour le SANDRE, dans le même bassin versant dit le Valouson et qu'elle disparait à 480 m d'altitude soit 10 mètres plus haut que la résurgence de la Tonaille.

## Écologie et tourisme
Cours d'eau de première catégorie, et territoire de l'AAPPMA d'Arinthod "la Truite de la Valouse", et ancienne rivière à truite, son cours semble dégradé.

## Toponyme
La Valouse a donné son hydronyme à la commune traversée par son affluent le Valouson à Marigna-sur-Valouse.